# Marathon de Bournemouth
Le marathon de Bournemouth est une course de marathon se déroulant tous les ans, en octobre, dans les rues de Bournemouth, au Royaume-Uni. L'épreuve fait partie en 2015 du circuit international des IAAF Road Race Label Events, dans la catégorie des « Labels de bronze ».